# Stephanoceros fimbriatus
Stephanoceros fimbriatus is een raderdiertjessoort uit de familie Collothecidae. De wetenschappelijke naam van deze soort is voor het eerst geldig gepubliceerd in 1820 door Goldfuß.